# 미겔 데 세르반테스
미겔 데 세르반테스 사아베드라(스페인어: Miguel de Cervantes Saavedra, 문화어: 미겔 데 쎄르반떼스 싸아베드라, 1547년 9월 29일~1616년 4월 23일)는 스페인의 소설가, 시인, 극작가이다. 많은 사람들에게서 유럽 최초의 근대 소설이라고 평가받는 《돈 키호테》의 작가로 유명하다. 그의 작품은 문학 전체를 통틀어 가장 중요한 명작에 속한다고 언급되기도 한다. "지혜의 왕자"(el Príncipe de los Ingenios)라는 별명이 있다.

## 생애[3]
세르반테스는 마드리드의 대학가 알칼라 데 에나레스에서 일곱 남매 중 넷째로 태어났다. 할아버지는 종교재판소 변호사였고, 아버지 로드리고 데 세르반테스는 하급 귀족 가문의 외과 의사여서 매우 가난했다. 이에 세르반테스는 제대로 된 교육을 받지 못했고 가족은 여러 도시로 이사를 다녔다. 이외의 어린 시절은 거의 알려지지 않았다.
1570년 22세 때 이탈리아의 추기경을 따라 로마로 건너가 군인이 되어 레판토 해전에 참가했으나 부상으로 왼손에 장애를 가지게 되었다. 1575년에는 해적에게 잡혀 알제리에서 5년간 노예로 생활하다가, 성 삼위일체 수도회의 도움으로 주인에게 몸값을 지급하고 가족이 사는 마드리드로 돌아와 글을 쓰기 시작하였다.
1585년 소설 《라 갈라테아》를 출판하였으나 인기를 별로 끌지 못하였다. 1605년 《돈 키호테》 제1부를 발표하여 대단한 인기를 모았으나 생활에는 도움이 되지 못하였다. 1615년 《돈 키호테》 제2부를 완성했지만 평생 가난하게 살다가 1616년 4월 23일 향년 69세로 세상을 떠났다.

## 주요 작품
- 《돈 키호테》
- 《모범 소설집》
- 《파르나소산의 여행》
- 《모범 소설집》

## 같이 보기
- 세르반테스 문화원
- 미겔 데 세르반테스 상
- 해럴드 블룸

## 참고 자료
- 이 문서에는 다음커뮤니케이션(현 카카오)에서 GFDL 또는 CC-SA 라이선스로 배포한 글로벌 세계대백과사전의 내용을 기초로 작성된 글이 포함되어 있습니다.